# КК Морнар Бар
КК Морнар је црногорски кошаркашки клуб из Бара. Из спонзорских разлога пун назив клуба тренутно гласи Морнар Барско злато. У сезони 2024/25. клуб се такмичи у Првој лиги Црне Горе и у Јадранској лиги.

## Историја
Клуб је основан 1974. године као Гимназијалац, а носио је и име Младост. До 2009. је своје мечеве играо у Сали ОШ Југославија, од када наступа у дворани СЦ Тополица (капацитет 3,500).
Од сезоне 2016/17. клуб се такмичи у Јадранској лиги у којој је у дебитантској сезони завршио на 8. месту. У сезони 2017/18. Морнар је регуларни део сезоне завршио као четвртопласирани и наступио у полуфиналу плеј офа у којем је поражен од тада актуелног шампиона Црвене звезде резултатом 2:1. У овој сезони клуб је освојио титулу првака Црне Горе, прву у својој историји.

## Успеси

### Национални
- Првенство Црне Горе:
  - Првак (1): 2017/18.
  - Вицепрвак (6): 2010/11, 2015/16, 2016/17, 2018/19, 2020/21, 2021/22.
- Куп Црне Горе:
  - Финалиста (7): 2010, 2016, 2017, 2018, 2020, 2021, 2022.

### Међународни
- Балканска лига:
  - Финалиста (1): 2016.

## Учинак у претходним сезонама
| Сез.     | Првенство Црне Горе | Куп Црне Горе | Регионално такмичење                   | Европско такмичење                 |
| -------- | ------------------- | ------------- | -------------------------------------- | ---------------------------------- |
| 2009/10. | Полуфинале ПО       | Финалиста     | Балканска лига — Четвртфинале          | —                                  |
| 2010/11. | Вицепрвак           | —             | Балканска лига — Полуфинале            | —                                  |
| 2011/12. | Полуфинале ПО       | Полуфинале    | Балканска лига — Четвртфинале          | —                                  |
| 2012/13. | 5. место            | —             | Балканска лига — Прва фаза             | —                                  |
| 2013/14. | Полуфинале ПО       | —             | —                                      | —                                  |
| 2014/15. | Полуфинале ПО       | Полуфинале    | Балканска лига — Друга фаза            | —                                  |
| 2015/16. | Вицепрвак           | Финалиста     | Балканска лига — Финалиста             | —                                  |
| 2016/17. | Вицепрвак           | Финалиста     | Јадранска лига — 8. место              | ФИБА Лига шампиона — Групна фаза   |
| 2017/18. | Првак               | Финалиста     | Јадранска лига — Полуфинале ПО         | ФИБА Куп Европе — Четвртфинале     |
| 2017/18. | Првак               | Финалиста     | Суперкуп Јадранске лиге — Полуфинале   | ФИБА Куп Европе — Четвртфинале     |
| 2018/19. | Вицепрвак           | Полуфинале    | Јадранска лига — 9. место              | Еврокуп — Топ 24                   |
| 2018/19. | Вицепрвак           | Полуфинале    | Суперкуп Јадранске лиге — Четвртфинале | Еврокуп — Топ 24                   |
| 2019/20. | прекинуто           | Финалиста     | Јадранска лига (прекинуто)             | ФИБА Лига шампиона — Групна фаза   |
| 2020/21. | Вицепрвак           | Финалиста     | Јадранска лига — Полуфинале ПО         | Еврокуп — Топ 16                   |
| 2021/22. | Вицепрвак           | Финалиста     | Јадранска лига — 9. место              | ФИБА Куп Европе — Прва групна фаза |
| 2022/23. | Полуфинале ПО       | Полуфинале    | Јадранска лига — 12. место             | —                                  |
| 2023/24. | Четвртфинале ПО     | Четвртфинале  | Јадранска лига — 13. место             | —                                  |
| 2024/25. | —                   | Полуфинале    | Јадранска лига — 16. место             | —                                  |

## Познатији играчи
- Ђорђе Гагић
- Саво Ђикановић
- Урош Луковић
- Никола Ивановић
- Владимир Михаиловић
- Ђуро Остојић
- Немања Радовић